# 5-Methoxyuridin
5-Methoxyuridin (mo5U) ist ein seltenes Nukleosid und kommt in der tRNA vor. Es besteht aus der β-D-Ribofuranose (Zucker) und der Nukleinbase 5-Methoxyuracil. Es ist ein Derivat des Uridins.